# Ajan-Jurjach
Ajan-Jurjach (rusky Аян-Юрях) je řeka v Magadanské oblasti v Rusku. Je 237 km dlouhá. Povodí má rozlohu 24 100 km². Na horním toku se řeka nazývá Ajan-Petlja (rusky Аян-Петля).

## Průběh toku
Pramení na svazích Chalkanského hřbetu a protéká Nerského pohořím. Je levou zdrojnicí Kolymy.

## Vodní stav
Zdroj vody je dešťový a sněhový. Zamrzá na konci října a rozmrzá na konci května.